# Григорян, Рафик Хоренович
Рафик Хоренович Григоря́н (арм. Ռաֆիկ Խորենի Գրիգորյան, 17 мая 1958, село Дзорагюх, Мартунинский район, Армянская ССР) — депутат парламента Армении.

## Биография
- 1984—1989 — Киевская сельскохозяйственная академия. Экономист, техник-механик.
- 1976—1977 — рабочий Дзорагюхского колхоза.
- 1977—1979 — служба в Советской армии.
- 1982—1985, 1989—1992 — заместитель генерального директора Черкасского НИИ семеноводческого хозяйства (Украина).
- 1992—1996 — директор ООО «Строитель» (Черкассы).
- 1996—1999 — руководитель общины Дзорагюх Гегаркуникской области.
- 1999—2003 — заместитель губернатора Гехаркуникского марза.
- 2003—2007 — депутат парламента. Член постоянной комиссии по финансово-кредитным, бюджетным и экономическим вопросам. Член партии «РПА».
- 12 мая 2007 — избран депутатом парламента. Член постоянной комиссии по финансово-кредитным, бюджетным и экономическим вопросам. Член партии «РПА».
- 6 мая 2012 — избран депутатом парламента.
- 23 июля 2012 — назначен губернатором Гегаркуникской области.

## Награды
- Медаль Анании Ширакаци (28 декабря 2015 года) — за вклад в развитие общин[1].